# Masters de Cincinnati 1972
El Abierto de Cincinnati 1972 fue un torneo de tenis jugado sobre tierra batida. Fue la edición número 72 de este torneo. El torneo masculino formó parte del circuito  ATP. Se celebró entre el 31 de julio y el 6 de agosto de 1972.

## Campeones

### Individuales masculinos
Jimmy Connors vence a  Guillermo Vilas, 6-3, 6-3.

### Dobles masculinos
Bob Hewitt /  Frew McMillan vencen a  Paul Gerken /  Humphrey Hose, 1-6, 7-6, 7-6.

### Individuales femeninos
Margaret Smith Court vence a  Evonne Goolagong Cawley, 3-6, 6-2, 7-5.

### Dobles femeninos
Margaret Smith Court /  Evonne Goolagong vencen a  Brenda Kirk /  Pat Walkden-Pretorius, 6-4, 6-1.
| Predecesor: Cincinnati 1971 | Masters de Cincinnati 1972 | Sucesor: Cincinnati 1973 |